# Tony Awards 1995
Die Verleihung der 49. Tony Awards 1995 (49th Annual Tony Awards) fand am 4. Juni 1995 im Minskoff Theatre in New York City statt. Moderatoren der Veranstaltung waren Glenn Close, Gregory Hines und Nathan Lane, als Laudatoren fungierten Maria Conchita Alonso, Lauren Bacall, Alec Baldwin, Carol Burnett, Red Buttons, Walter Cronkite, Jim Dale, Laurence Fishburne, Gloria Foster, Michele Lee, Lonette McKee, Robert Morse, Sarah Jessica Parker, Jon Secada, Patrick Stewart, Elaine Stritch, Marlo Thomas, Kathleen Turner und Joan Van Ark. Ausgezeichnet wurden Theaterstücke und Musicals der Saison 1994/95, die am Broadway ihre Erstaufführung hatten. Die Preisverleihung wurde von Columbia Broadcasting System im Fernsehen übertragen.

## Hintergrund
Die Antoinette Perry Awards for Excellence in Theatre, oder besser bekannt als Tony Awards, werden seit 1947 jährlich in zahlreichen Kategorien für herausragende Leistungen bei Broadway-Produktionen und -Aufführungen der letzten Theatersaison vergeben. Zusätzlich werden verschiedene Sonderpreise, z. B. der Regional Theatre Tony Award, verliehen. Benannt ist die Auszeichnung nach Antoinette Perry. Sie war 1940 Mitbegründerin des wiederbelebten und überarbeiteten American Theatre Wing (ATW). Die Preise wurden nach ihrem Tod im Jahr 1946 vom ATW zu ihrem Gedenken gestiftet und werden bei einer jährlichen Zeremonie in New York City überreicht.

## Gewinner und Nominierte

### Theaterstücke
| Kategorie                            | Preisträger                      | Theaterstück                                         | Nominierungen |
| Bestes Theaterstück                  | Terrence McNally                 | Love! Valour! Compassion!                            | - Arcadia – Tom Stoppard - Having Our Say – Emily Mann - Indiscretions – Jean Cocteau                                                                                       |
| Beste Wiederaufnahme Theaterstück    | André Bishop und Bernard Gersten | The Heiress                                          | - Hamlet - The Molière Comedies - The Rose Tattoo |
| Bester Hauptdarsteller Theaterstück  | Ralph Fiennes                    | Hamlet als Hamlet                                    | - Brian Bedford in The Molière Comedies als Sganarelle - Roger Rees in Indiscretions als George - Joe Sears in A Tuna Christmas als Verschiedene Charaktere                 |
| Beste Hauptdarstellerin Theaterstück | Cherry Jones                     | The Heiress als Catherine Sloper                     | - Mary Alice in Having Our Say als Bessie Delany - Eileen Atkins in Indiscretions als Léonie - Helen Mirren in A Month in the Country als Natalia Petrovna                  |
| Bester Nebendarsteller Theaterstück  | John Glover                      | Love! Valour! Compassion! als John und James Jeckyll | - Stephen Bogardus in Love! Valour! Compassion! als Gregory Mitchell - Anthony Heald in Love! Valour! Compassion! als Perry Sellars - Jude Law in Indiscretions als Michael |
| Beste Nebendarstellerin Theaterstück | Frances Sternhagen               | The Heiress als Lavinia Penniman                     | - Suzanne Bertish in The Molière Comedies als Lisette/Sganerelle’s Wife - Cynthia Nixon in Indiscretions als Madeleine - Mercedes Ruehl in The Shadow Box als Beverly       |
| Beste Theaterregie                   | Gerald Gutierrez                 | The Heiress                                          | - Emily Mann – Having Our Say - Joe Mantello – Love! Valour! Compassion! - Sean Mathias – Indiscretions                                                                     |

### Musicals
| Kategorie                       | Preisträger                                                                     | Musical                                                                  | Nominierungen |
| Bestes Musical                  | Andrew Lloyd Webber                                                             | Sunset Boulevard                                                         | - Smokey Joe’s Cafe |
| Beste Wiederaufnahme Musical    | Jerome Kern (Musik) und Oscar Hammerstein II (Buch und Liedtexte)               | Show Boat                                                                | - How to Succeed in Business Without Really Trying |
| Bester Hauptdarsteller Musical  | Matthew Broderick                                                               | How to Succeed in Business Without Really Trying als J. Pierrepont Finch | - Alan Campbell in Sunset Boulevard als Joe Gillis - Mark Jacoby in Show Boat als Gaylord Ravenal - John McMartin in Show Boat als Cap’n Andy                                                    |
| Beste Hauptdarstellerin Musical | Glenn Close                                                                     | Sunset Boulevard als Norma Desmond                                       | - Rebecca Luker in Show Boat als Magnolia Hawks |
| Bester Nebendarsteller Musical  | George Hearn                                                                    | Sunset Boulevard als Max Von Mayerling                                   | - Michel Bell in Show Boat als Joe - Joel Blum in Show Boat als Frank - Victor Trent Cook in Smokey Joe’s Cafe als Verschiedene Charaktere                                                       |
| Beste Nebendarstellerin Musical | Gretha Boston                                                                   | Show Boat als Queenie                                                    | - Brenda Braxton in Smokey Joe’s Cafe als Verschiedene Charaktere - B.J. Crosby in Smokey Joe’s Cafe als Verschiedene Charaktere - DeLee Lively in Smokey Joe’s Cafe als Verschiedene Charaktere |
| Bestes Musicallibretto          | Don Black und Christopher Hampton                                               | Sunset Boulevard                                                         | - Keine weiteren Nominierten |
| Beste Originalmusik             | Andrew Lloyd Webber (Musik) sowie Don Black und Christopher Hampton (Liedtexte) | Sunset Boulevard                                                         | - Keine weiteren Nominierten |
| Beste Musicalregie              | Harold Prince                                                                   | Show Boat                                                                | - Des McAnuff – How to Succeed in Business Without Really Trying - Trevor Nunn – Sunset Boulevard - Jerry Zaks – Smokey Joe’s Cafe                                                               |

### Theaterstücke oder Musicals
| Kategorie           | Preisträger    | Theaterstück bzw. Musical | Nominierungen |
| Bestes Bühnenbild   | John Napier    | Sunset Boulevard          | - John Lee Beatty – The Heiress - Stephen Brimson Lewis – Indiscretions - Mark Thompson – Arcadia                                     |
| Beste Choreographie | Susan Stroman  | Show Boat                 | - Bob Avian – Sunset Boulevard - Wayne Cilento – How to Succeed in Business Without Really Trying - Joey McKneely – Smokey Joe’s Cafe |
| Beste Kostüme       | Florence Klotz | Show Boat                 | - Jane Greenwood – The Heiress - Stephen Brimson Lewis – Indiscretions - Anthony Powell – Sunset Boulevard                            |
| Bestes Lichtdesign  | Andrew Bridge  | Sunset Boulevard          | - Beverly Emmons – The Heiress - Mark Henderson – Indiscretions - Paul Pyant – Arcadia                                                |

### Sonderpreise (ohne Wettbewerb)
| Kategorie                             | Preisträger                                     | Grund der Preisverleihung |
| Regional Theatre Award                | Goodspeed Opera House, East Haddam, Connecticut |                           |
| Special Tony Award                    | Carol Channing                                  | Lifetime Achievement      |
| Special Tony Award                    | Harvey Sabinson                                 | Lifetime Achievement      |
| Tony Honors for Excellence in Theatre | National Endowment for the Arts                 |                           |

## Statistik

### Mehrfache Nominierungen
- 11 Nominierungen: Sunset Boulevard
- 10 Nominierungen: Show Boat
- 9 Nominierungen: Indiscretions
- 7 Nominierungen: The Heiress und Smokey Joe’s Cafe
- 5 Nominierungen: Love! Valour! Compassion!
- 4 Nominierungen: How to Succeed in Business Without Really Trying
- 3 Nominierungen: Arcadia, Having Our Say und The Molière Comedies
- 2 Nominierungen: Hamlet

### Mehrfache Gewinne
- 7 Gewinne: Sunset Boulevard
- 5 Gewinne: Show Boat
- 4 Gewinne: The Heiress
- 2 Gewinne: Love! Valour! Compassion!